# 命にふさわしい
「命にふさわしい」（いのちにふさわしい）は、2017年2月22日にソニー・ミュージックアソシエイテッドレコーズから発売された、amazarashiの3枚目のシングル。

## 概要
前作「スピードと摩擦」から約1年半ぶりのシングル。
2017年2月23日発売のPlayStation 4・Xbox One・Windows用ソフト『NieR：Automata』とのコラボ作品である。通常盤と初回生産限定盤の2種類が発売された。初回盤にはDVD、オリジナル絵本のほか、同ゲーム内で使用できる「ポッドスキン：amazarashiヘッド」のプロダクトコードが付属する。
このコラボプロジェクトは、もともと『NieR Replicant』のファンであったamazarashiの秋田が、NieRシリーズのディレクターであるヨコオタロウをライブに招待したことを切っ掛けにスタートした。ライブに感銘を受けたヨコオタロウは、新作『NieR：Automata』を基にした楽曲と絵本の制作を提案。秋田はそのプロットと『NieR：Automata』の物語を基に新曲「命にふさわしい」を書き下ろした。
また、カップリング曲の「数え歌」は虚無病アナザーストーリーのピクチャーブック付属音源『nothingness-sara’s song』を秋田自身が歌唱したものとなっている。

## 収録曲
| 全作詞・作曲: 秋田ひろむ。 |                                     |            |            |      |
| #                          | タイトル                            | 作詞       | 作曲・編曲 | 時間 |
| 1.                         | 「命にふさわしい」                  | 秋田ひろむ | 秋田ひろむ | 5:59 |
| 2.                         | 「幽霊」                            | 秋田ひろむ | 秋田ひろむ | 2:06 |
| 3.                         | 「数え歌」                          | 秋田ひろむ | 秋田ひろむ | 6:07 |
| 4.                         | 「命にふさわしい acoustic version」 | 秋田ひろむ | 秋田ひろむ | 6:00 |
| 合計時間:                  | 合計時間:                           | 20:12      |            |      |